# Atherotoma
Atherotoma là một chi thực vật có hoa trong họ Cúc (Asteraceae).

## Loài
Chi Atherotoma gồm các loài: